# Tihomir Mačković
Tihomir Mačković (Zrenjanin, 12. siječnja 1950.), srbijanski kazališni glumac-lutkar, vlasuljar, kostimograf, kreator lutaka, likovni suradnik, kreator maski, kipova i kazališni scenograf.
Pohađao je Glumački studio. Debitirao je na pozornici kazališta "Toša Jovanović". Poslije se opredijelio repertoar Dječjeg kazališta "Boško Buha" u Beogradu. Nastupa i na drugim pozornicama.
Za lutkarsku TV seriju Lutkomendiju (1988.) posuđivao je glas. Dizajnirao je kostime za TV seriju Fazoni i fore 2 (2002.).
Na festivalu profesionalnih kazališta Vojvodine, dodjeljuje se Nagrada “Tihomir Mačković” za kreaciju lutaka.

## Vanjske poveznice
- Tihomir Mačković u internetskoj bazi filmova IMDb-u (engl.)
- Tihomir Mačković, teatar.hr
- Lutkomendija, Moj TV